# NGC 6648
NGC 6648 é uma estrela dupla na direção da constelação de Draco. O objeto foi descoberto pelo astrônomo Wilhelm Struve em 1825, usando um telescópio refrator com abertura de 9,5 polegadas. 